# Crawford Notch
Crawford Notch ist der Name der Gebirgsschlucht, die der Saco River in seinem Oberlauf in den White Mountains („Weißen Bergen“) im US-Bundesstaat New Hampshire passiert. Sie liegt fast vollständig auf dem Gebiet der Gemeinde Hart’s Location. Seit der Gründung des Crawford Notch State Park 1912 stehen weite Teile des Gebiets unter Naturschutz.
Durch das Tal verläuft eine der wichtigsten Passstraßen der White Mountains, heute ein Teil des U.S. Highway 302 von Montpelier nach Portland. Zur Kolonialzeit verlief hier wohl schon ein indianischer Pfad; weiße Siedler erschlossen das Gebiet erst im späten 18. Jahrhundert. Berühmt wurde die Familie Willey, die sich 1825 im Crawford Notch niederließ; ein Jahr darauf wurde die gesamte Familie durch einen Bergrutsch getötet, als sie versuchte, einen Schutzraum zu erreichen. Ihr Haus, das sie in Panik verlassen hatten, blieb von der Felslawine indes unversehrt. Das Ereignis inspirierte Nathaniel Hawthorne zu seiner Kurzgeschichte Der ehrsüchtige Gast, und Maler wie Thomas Cole malten Ansichten des Willey-Anwesens. Schon zu dieser Zeit war der Crawford Notch ob seiner landschaftlichen Schönheit zu einem Touristenziel geworden.

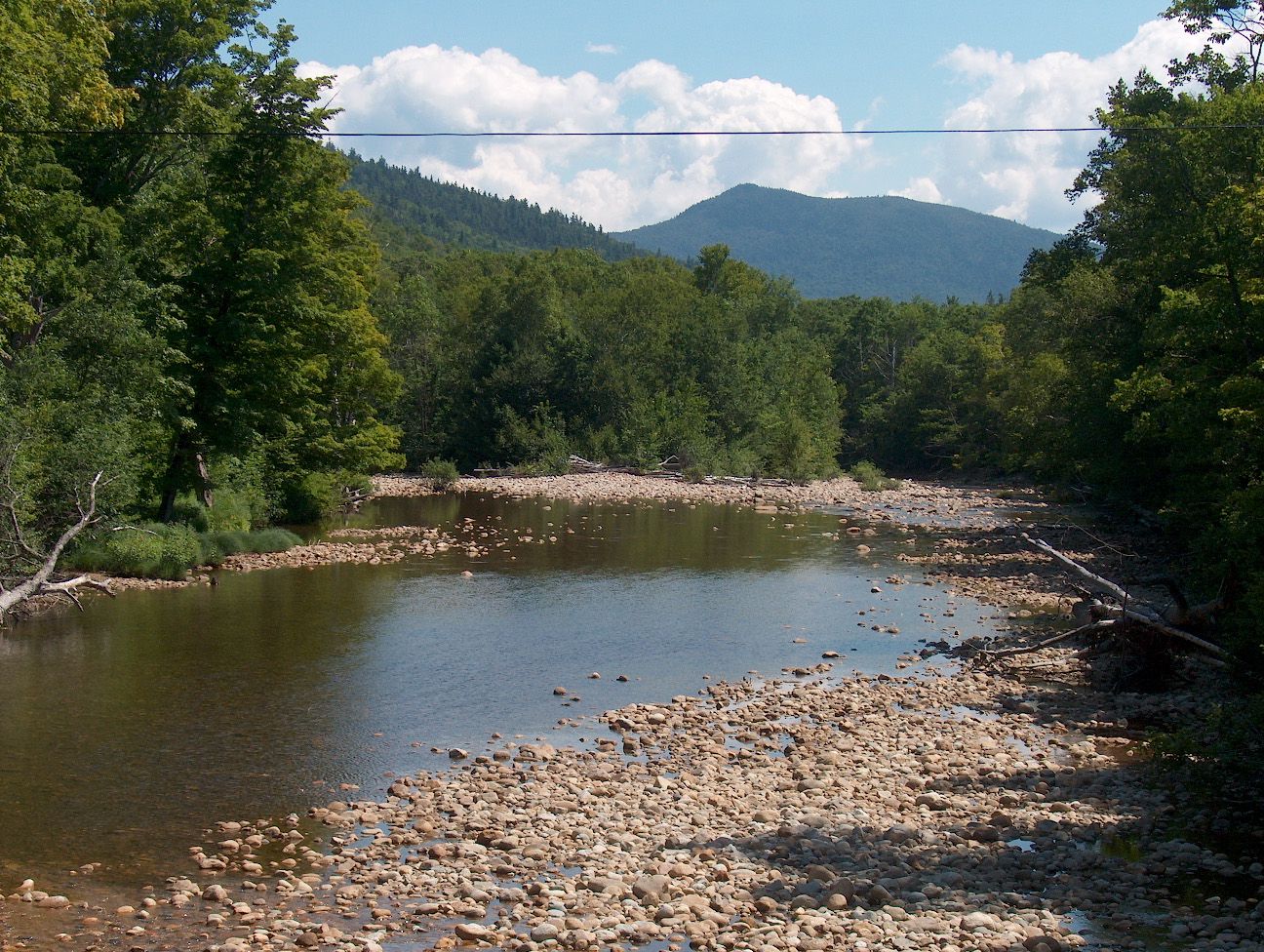
Der Saco River im Crawford Notch
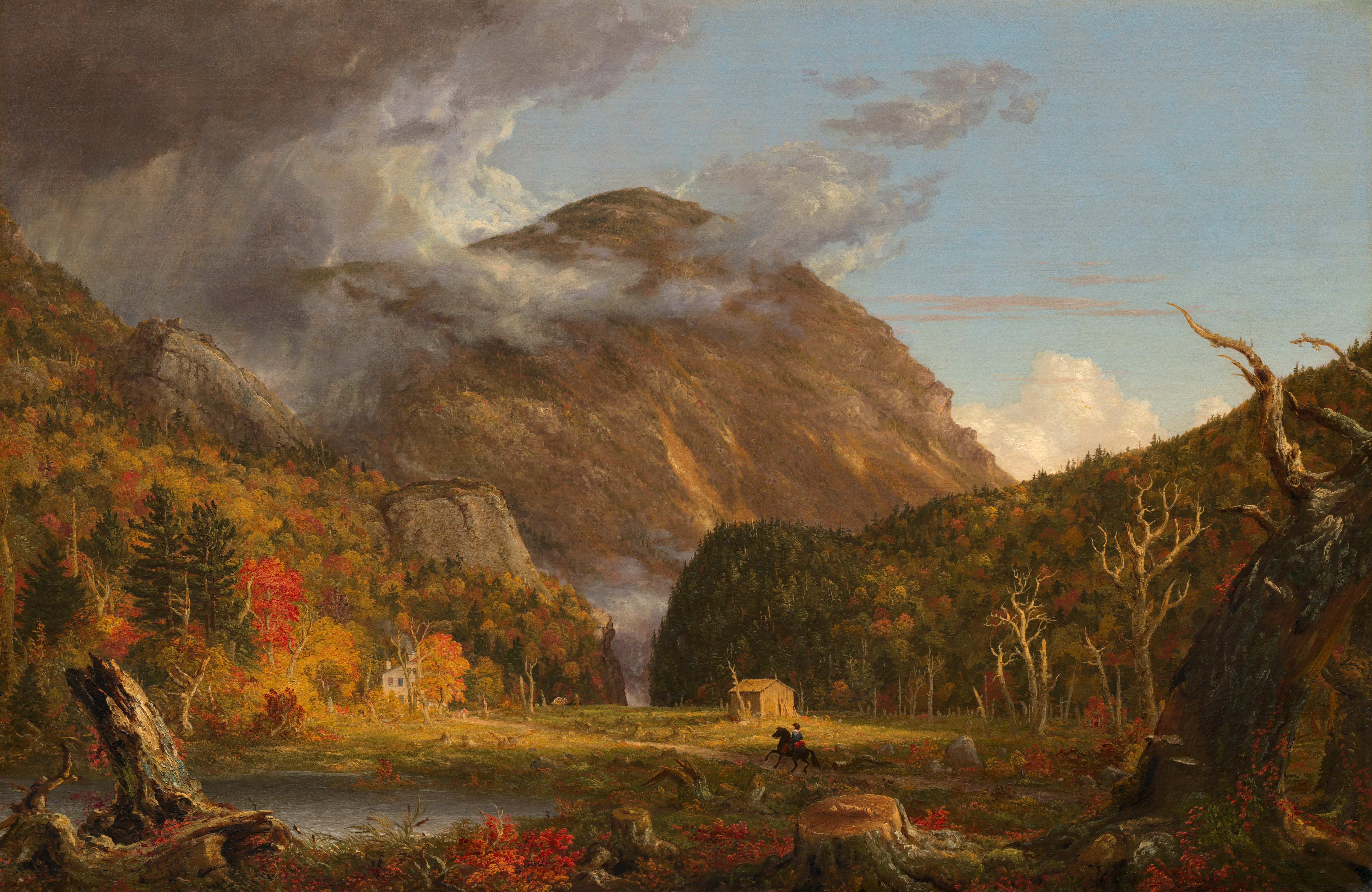
A View of the Mountain Pass Called the Notch of the White Mountans – Gemälde von Thomas Cole, 1839